# Xéienka
Xéienka (en rus: Шеенка) és un poble de l'óblast de Kursk, a Rússia, que en el cens del 2010 tenia 60 habitants. Pertany al districte rural de Gorxétxnoie.